# آب‌انبار امامزاده حمزه
آب‌انبار امامزاده حمزه مربوط به سده‌های متاخر دوران‌های تاریخی پس از اسلام است و در قم، خیابان آذر، کوچه امامزاده حمزه واقع شده و این اثر در تاریخ ۲۷ آبان ۱۳۸۶ با شمارهٔ ثبت ۲۰۲۳۶ به‌عنوان یکی از آثار ملی ایران به ثبت رسیده است.